# Jaguar XF
Jaguar XF är en personbil, tillverkad av den brittiska biltillverkaren Jaguar mellan 2007 och 2024.

## X250 (2007-2015)
På Frankfurt-salongen i september 2007 presenterades den nya XF.  De första åren fanns XF, liksom företrädaren S-type, endast med fyra dörrar. Sedan hösten 2012 tillverkas den även med kombikaross, kallad ”Sportbrake”.
På bilsalongen i Detroit i januari 2009 uppdatererades modellserien med nya, större motorer. Senare har programmet kompletterats med mer bränslesnåla alternativ.
Versioner:
| Modell | Årsmodell | Motor               | Cylindervolym | Effekt     | Bränslesystem                  |
| ------ | --------- | ------------------- | ------------- | ---------- | ------------------------------ |
| 2.7D   | 2008-09   | 6-cyl V-motor DOHC  | 2720 cm³      | 207 hk     | Turbodiesel                    |
| 3.0    | 2008-11   | 6-cyl V-motor DOHC  | 2968 cm³      | 238 hk     | Bränsleinsprutning             |
| 4.2    | 2008-09   | 8-cyl V-motor DOHC  | 4196 cm³      | 298 hk     | Bränsleinsprutning             |
| SV8    | 2008-09   | 8-cyl V-motor DOHC  | 4196 cm³      | 416 hk     | Bränsleinsprutning, kompressor |
| 3.0D   | 2009-15   | 6-cyl V-motor DOHC  | 2993 cm³      | 240 hk     | Turbodiesel                    |
| 3.0D S | 2009-15   | 6-cyl V-motor DOHC  | 2993 cm³      | 275 hk     | Turbodiesel                    |
| 5.0    | 2009-12   | 8-cyl V-motor DOHC  | 5000 cm³      | 385 hk     | Bränsleinsprutning             |
| XFR    | 2009-15   | 8-cyl V-motor DOHC  | 5000 cm³      | 510 hk     | Bränsleinsprutning, kompressor |
| 2.2D   | 2012-15   | 4-cyl radmotor DOHC | 2179 cm³      | 163-200 hk | Turbodiesel                    |
| XFR-S  | 2012-15   | 8-cyl V-motor DOHC  | 5000 cm³      | 550 hk     | Bränsleinsprutning, kompressor |
| 2.0 S  | 2013-15   | 4-cyl radmotor DOHC | 1999 cm³      | 240 hk     | Bränsleinsprutning, turbo      |
| 3.0 S  | 2013-15   | 6-cyl V-motor DOHC  | 2995 cm³      | 340 hk     | Bränsleinsprutning, kompressor |

## X260 (2015- )
På bilsalongen i New York i april 2015 introducerade Jaguar en ny generation XF. Bilen bygger på samma plattform som den mindre XE med stort innehåll av aluminium och blir lättare än företrädaren.
Versioner:
| Modell | Årsmodell | Motor               | Cylindervolym | Effekt     | Bränslesystem                 |
| ------ | --------- | ------------------- | ------------- | ---------- | ----------------------------- |
| 20d    | 2016-     | 4-cyl radmotor DOHC | 1999 cm³      | 163-180 hk | Common rail turbodiesel       |
| 25t    | 2016-     | 4-cyl radmotor DOHC | 1999 cm³      | 250 hk     | Direktinsprutning, turbo      |
| 30d    | 2016-     | 6-cyl V-motor DOHC  | 2993 cm³      | 300 hk     | Common rail turbodiesel       |
| 35t    | 2016-17   | 6-cyl V-motor DOHC  | 2995 cm³      | 340 hk     | Direktinsprutning, kompressor |
| S      | 2016-18   | 6-cyl V-motor DOHC  | 2995 cm³      | 380 hk     | Direktinsprutning, kompressor |
| 25d    | 2018-     | 4-cyl radmotor DOHC | 1999 cm³      | 240 hk     | Common rail turbodiesel       |
| 20t    | 2018-     | 4-cyl radmotor DOHC | 1999 cm³      | 200 hk     | Direktinsprutning, turbo      |
| 30t    | 2018-     | 4-cyl radmotor DOHC | 1999 cm³      | 300 hk     | Direktinsprutning, turbo      |